# Història de la música en el cinema
La història de la música en el cinema recull el paper de la música a les pel·lícules per crear ambientació, com a acompanyament de la projecció o com a part de la seva banda sonora.

## La música en el cinema mut
Lluny del que pugui semblar, la música en el cinema ja existia bastant abans de l'aparició del so en el món del cel·luloide. Ja en el cinema mut la idea d'acompanyar amb música les pel·lícules havia estat posada en pràctica. És per això que en les sales de cinema de principis de segle xx hi ha havia un piano, un gramòfon o fins i tot una petita banda o orquestra. No obstant això, és important remarcar que, almenys en un primer moment, la idea d'acompanyar amb música les pel·lícules no anava dirigida a reforçar l'acció cinematogràfica sinó a apaivagar, dins del que era possible, el soroll que feien les bobines de les cintes.
Més endavant, però, sí que sorgeix la idea d'escollir la música en funció del que s'està veient. Així, comença a utilitzar-se música de grans clàssics coneguts pel públic, com Mendelssohn, Beethoven o Chopin, i tot i que encara no ho podem anomenar banda sonora, és un primer pas molt important.

## Les primeres bandes sonores
L'any 1908 va ser creada la primera banda sonora original de la història. Durant aquest any, dos compositors, Camille Saint-Saëns i Mihail Ippolitov-Ivanov, van ser els encarregats de crear bandes sonores originals per a les pel·lícules L'assassinat del duc de Guisa i Stenka Razin. Aquest fet però, més que ser vist com un exemple, va ser acceptat simplement com una cosa original. Així doncs, la resta de pel·lícules encara eren acompanyades per música coneguda pel gran públic.
Aquest acompanyament en directe, però, desapareixeria amb l'arribada definitiva del cinema sonor el 6 d'octubre de 1927 amb El cantant de jazz, amb música incidental de Louis Silvers, considerat el primer compositor per al cinema.
L'any 1914, el que abans havia estat purament anecdòtic va començar a agafar força, ja que van ser quatre les pel·lícules creades amb un fons musical específic. La més emblemàtica de les quatre fou Cabiria que va comptar amb la participació del músic compositor Joseph Carl Breil, considerat un dels primers professionals de bandes sonores. L'any 1915, el nombre de pel·lícules amb fons musical creat específicament per a elles va augmentar fins a deu, quatre de les quals van ser compostes per l'esmentat Briel, que va realitzar la partitura d'una producció emblemàtica i alhora controvertida: El naixement d'una nació.
A partir d'aquests moments es comencen a generalitzar les composicions d'aquesta mena, fins al punt que cada estudi tingués els seus propis compositors.
Cap a finals dels anys vint, va arribar el cinema sonor, molt revolucionari aleshores. Així doncs, tot i que va haver-hi opositors com Charles Chaplin, podem dir que amb el so comença una etapa nova en el cinema.

## El cinema sonor, la música dins de les pel·lícules
Durant els anys trenta la música va patir alguns canvis i va passar d'un acompanyament constant a una utilització més selectiva per remarcar certs moments de la pel·lícula. Una característica fonamental dels trenta és que va haver-hi una professionalització en la música del cinema amb Erich Korngold i Max Steiner com a màxims exponents.
La música acostumava a posar-se tan sols en aquells trossos en els que quedava justificada per la presència d'un gramòfon, d'una orquestra o d'una ràdio (ja especificats en el guió).
Aquest tipus de música creada per il·lustrar una imatge cinematogràfica en la que existeix una font visible d'emissió de sons (un tocadiscos, una orquestra de ball, un clarinetista…) se la coneix amb el nom de Música diegètica. Aquesta música ha de contenir necessàriament els instruments que apareixen a la imatge per donar credibilitat a aquesta. Per contra, no és gaire difícil preveure l'existència d'una música no diegètica, la composició de la qual no està subordinada a la presència d'alguna font sonora en la pantalla. En aquest segon tipus, doncs, el compositor té la llibertat d'escollir els instrumentistes que vulgui. És important remarcar que aquest segon tipus de música, a diferència de la primera que tenia com a finalitat donar credibilitat a les imatges, té com a objectiu principal subratllar el caràcter poètic i/o expressiu de les imatges projectades.
Parlant en clau de cinema actual, val a dir que la relació entre aquests dos estils de música no és, ni de bon tros, d'antagonisme, sinó de complementarietat. La música diegètica es converteix en no diegètica quan la seva presència continua havent desaparegut la imatge que l'originava. Així, la música guanya un nou paper a nivell discursiu. De la mateixa manera passa en el sentit contrari: una música no diegètica es converteix en diegètica quan apareix en la imatge l'instrument o objecte que generava la música present amb anterioritat. Per tant, és freqüent trobar música diegètica i no diegètica simultàniament.
Després d'aquest breu parèntesi, tornem als anys trenta on ens trobàvem. En aquesta dècada, tots els grans estudis comptaven amb departaments musicals complets, amb una plantilla de compositors, d'adaptadors, d'arranjadors i de directors d'orquestra.
En un primer moment, potser per falta d'experiència, la música s'ajustava a l'acció d'una manera no gaire precisa. Tot i així, això va canviar l'any 1933 quan Max Steiner va donar una gran lliçó demostrant el que es podia arribar a fer amb una música original absolutament sincronitzada amb les imatges. La pel·lícula (la plasmació del mite de la bella i la bèstia) fou ni més ni menys que King Kong.
Durant la dècada dels quaranta no es van produir canvis remarcables en la música. Tot i així és important subratllar que el nombre de compositors per a la música del cinema va augmentar considerablement. Erich Korngold i Max Steiner, seguien treballant però això no va impedir l'arribada de nous talents procedents de diferents àrees musicals. De Broadway, per exemple, van arribar Alfred Newman, Herbert Stothart i Roy Webb. També de les sales de concerts d'òpera, de la ràdio o d'Europa (fugint del nazisme) van arribar Nino Rota, Dmitri Tiomkin, Miklós Rózsa, Victor Young i Bernard Herrmann. Altres compositors de música clàssica com Malcolm Arnold o Aaron Copland també van fer les seves aportacions.

## Elements de la música en el cinema

### Pistes temporals
En alguns casos, el director ha preguntat als compositors de la música per imitar un compositor o estil específic present en la pista temporal. En altres ocasions, els directors s'han adherit tant a la música temporal que decideixen utilitzar-la i rebutjar la partitura original escrita pel compositor. Un dels casos més famosos és el de 2001: Una Odissea de l'Espai, on Kubrick va optar pels enregistraments existents d'obres clàssiques, incloses les peces del compositor György Ligeti en comptes de la partitura d'Alex North, encara que Kubrick també havia contractat a Frank Cordell per compondre la música. Altres exemples són: Cortina esquinçada (Bernard Herrmann), Troy (Gabriel Yared), Pirates del Carib: la Maledicció de la Perla Negra (Klaus Badelt), King Kong de Peter Jackson (Howard Shore) i The Bourne Identity (Carter Burwell).

### Estructura
Les pel·lícules sovint tenen temes musicals diferents per a personatges, esdeveniments, idees o objectes importants, una idea sovint associada amb l'ús del leitmotiv de Wagner. Aquests es poden reproduir en diferents variacions segons la situació que representin, dispersos entre la música incidental. Un exemple d'aquesta tècnica és la música de John Williams per a la saga La Guerra de les Galàxies i els nombrosos temes relacionats amb Darth Vader, Luke Skywalker i la princesa Leia (vegeu la música de La Guerra de les Galàxies per obtenir més detalls). La música de la sèrie El Senyor dels Anells utilitza una tècnica similar, amb temes recurrents per a molts personatges i llocs destacats. Michael Giacchino emprava temes per personatges en la banda sonora de la pel·lícula animada Up (2009), per la qual va rebre el Premi de l'Acadèmia a la Millor Banda Sonora. La seva banda sonora orquestral per a la sèrie de televisió Lost també depenia en gran manera del personatge i també de situacions específiques.
L'any 1983 es va formar la Societat per a la Preservació de la Música de Cinema, una organització sense ànim de lucre amb l'objectiu de preservar els "subproductes" de la creació d'una partitura per al cinema: els manuscrits de música (música escrita) i altres documents i enregistraments d'estudi generats en el procés de composició i gravació que, en alguns casos, han estat descartats pels estudis de cinema. S'ha de preservar la música escrita per a tocar-la en concerts i per fer-ne nous enregistraments. De vegades només després de dècades s'ha publicat una gravació d'arxiu d'una partitura de cinema en CD.